# Чесменская колонна
Чесме́нская (Орло́вская) коло́нна — памятник в Екатерининском парке Царского Села, воздвигнутый в честь победы русского флота над турецким в Чесменском сражении 24—26 июня (5—7 июля) 1770 года, во время русско-турецкой войны 1768—1774 годов. Представляет собой ростральную колонну из мрамора, со скульптурными элементами бронзового литья, установленную на гранитном стилобате у центрального острова Большого пруда Екатерининского парка. Памятник в стиле классицизма был сооружён по проекту итальянского архитектора Антонио Ринальди в 1770-х годах, скульптурные элементы выполнил И. Г. Шварц. Колонна пострадала в годы Великой Отечественной войны, реставрировалась в 1950-х, 1990-х и 2010-х годах.
Чесменская колонна — один из целого ряда мемориалов, посвящённых победе в Чесменском сражении, наряду с другими памятниками, зданиями, дворцовыми интерьерами в пригородах Санкт-Петербурга. Памятник также входит в группу мемориальных сооружений Екатерининского парка, появившихся здесь в 1770—1780-х годах и связанных преимущественно с русско-турецкой войной 1768—1774 годов. Монумент является объектом культурного наследия России федерального значения в категории памятников градостроительства и архитектуры.

## История
Колонна на Большом пруду Екатерининского парка была установлена в честь победы русского флота в Чесменском сражении, произошедшем 24—26 июня (5—7 июля) 1770 года, в период русско-турецкой войны 1768—1774 годов. О значении, которое эта победа имела для Российской империи, говорит тот факт, что битва была отмечена сразу целым рядом мемориалов в пригородах Санкт-Петербурга. Кроме Чесменской колонны в Царском Селе, в Дворцовом парке Гатчины появился Чесменский обелиск, у дороги из Петербурга на Царское Село были воздвигнуты путевой Чесменский дворец и Чесменская церковь, в Большом дворце Петергофа был оформлен мемориальный Чесменский зал. В XIX веке одна из парадных галерей Большого Гатчинского дворца стала называться Чесменской.

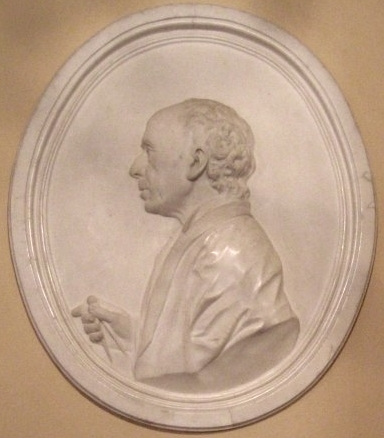
А. Ринальди. Барельеф Ф. И. Шубина в Проходной Ринальди Большого Гатчинского дворца

Проект памятника был составлен итальянским архитектором Антонио Ринальди в 1771 году. Моделью, взятой за основу при проектировании, стал тип ростральной колонны, прослеживаемый с эпохи Древнего Рима, конкретно с колонны консула Гая Дуилия на римском Форуме, которая была установлена в честь битвы при Милах 260 года до нашей эры, периода Первой Пунической войны Рима с Карфагеном — первой известной морской победы римлян. Идея Ринальди была во многом уникальной, так как в современной ему зарубежной практике проектов колонн, украшенных рострами (носовыми оконечностями) корабля, не было; лишь в 1780-х годах во Франции появляются архитектурные проекты с ростральными колоннами.
В том же 1771 году императрица Екатерина II утвердила чертёж памятника и повелела начальнику Конторы строения Исаакиевского собора графу Я. А. Брюсу подготовить колонну для будущего монумента и по частям прислать в Царское Село, указав, чтобы граф держал этот вопрос под особым своим контролем. Автор одного из первых путеводителей в Российской империи (1830 год) И. Ф. Яковкин, работавший в архиве Царскосельского дворцового правления, вероятно, считал графа Брюса автором самого проекта. Во всяком случае, по данным писавшего в начале XX века о Царском Селе С. Н. Вильчковского, на хранившихся в Дворцовом управлении документах, относящихся к постройке колонны, рукой Яковкина была сделана пометка «по чертежам графа Брюса».

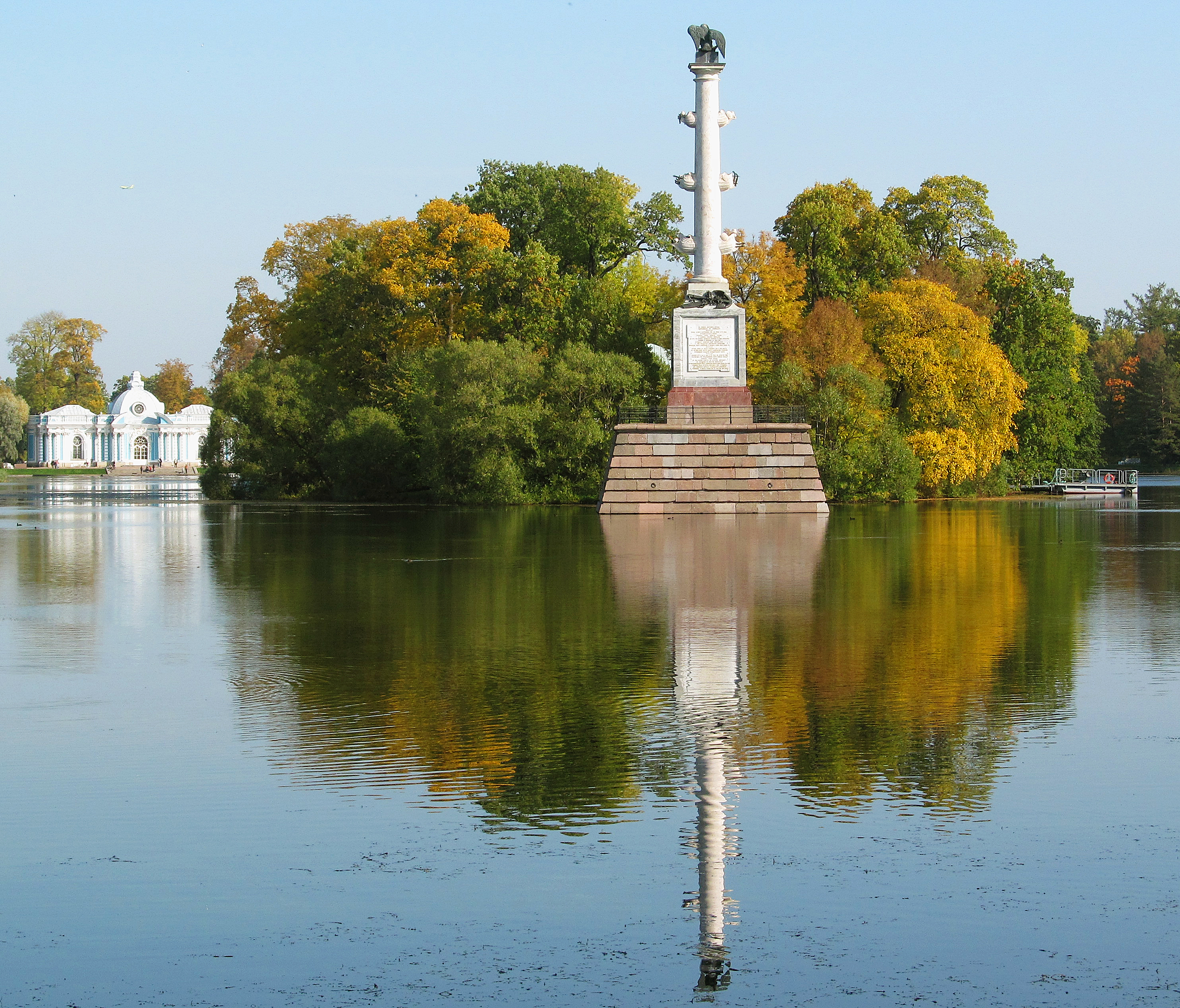
Чесменская колонна и павильон «Грот» на берегах Большого пруда

Подготовительный этап затянулся, поскольку как раз в это время производилась перепланировка той части Екатерининского парка, где находился Большой пруд, на котором предстояло установить колонну, — было решено этот участок парка сделать пейзажным. На само́м Большом пруду велись работы по его углублению и изменению очертания линии берега — вместо правильного многоугольника ему был придан вид естественного озера неправильной формы. В 1773 году перепланировка была завершена.
Рисунок Большого пруда в определённой степени стал напоминать очертания Эгейского моря, на просторах которого разворачивались события морской войны с Османской империей в 1770—1774 годах. Более того, несколько искусственных островов, насыпанных в пруду (вблизи самого большого из них, находящегося в центральной части водоёма, и была воздвигнута Чесменская колонна), могут служить отсылкой к Эгейскому архипелагу, к островам которого была отправлена Первая Архипелагская экспедиция русского флота против турок.
16 ноября 1773 года по решению Екатерины II на основании сметы Я. А. Брюса из средств Императорского кабинета в распоряжение Конторы строений Царского Села было отпущено 13 141 рубль 80 копеек для постройки монумента. Место, где должна была стоять колонна, было выбрано лично императрицей. Строительство шло с 1774 по 1778 год и велось под руководством архитектора А. Ф. Виста и каменных дел мастера И. Пинкетти. На время работ вода в пруду была спущена. Летом 1775 года гранитное основание было готово, и на него была установлена сама колонна. Уже на месте проводилась расчистка и полировка колонны. Бронзовый скульптурный декор памятника — фигуру орла на вершине колонны, барельефы по трём сторонам пьедестала и, возможно, военную арматуру, украшающую ростры, — выполнил скульптор И. Г. Шварц, работавший на отделке Исаакиевского собора «в команде» графа Брюса. После установки скульптуры орла и снятия строительных лесов 18 февраля 1779 года готовое сооружение было передано в ведение Конторы строений Царского Села.
Колонна на Большом пруду, посвящённая победе в Чесменском сражении, также называлась Орловской — в честь графа А. Г. Орлова, командующего русским флотом в Архипелагской экспедиции и победителя турок при Чесме, и Большой Ростральной, чтобы отличать её от Малой Ростральной — Морейской колонны, установленной в регулярной части парка, у каскада прудов.

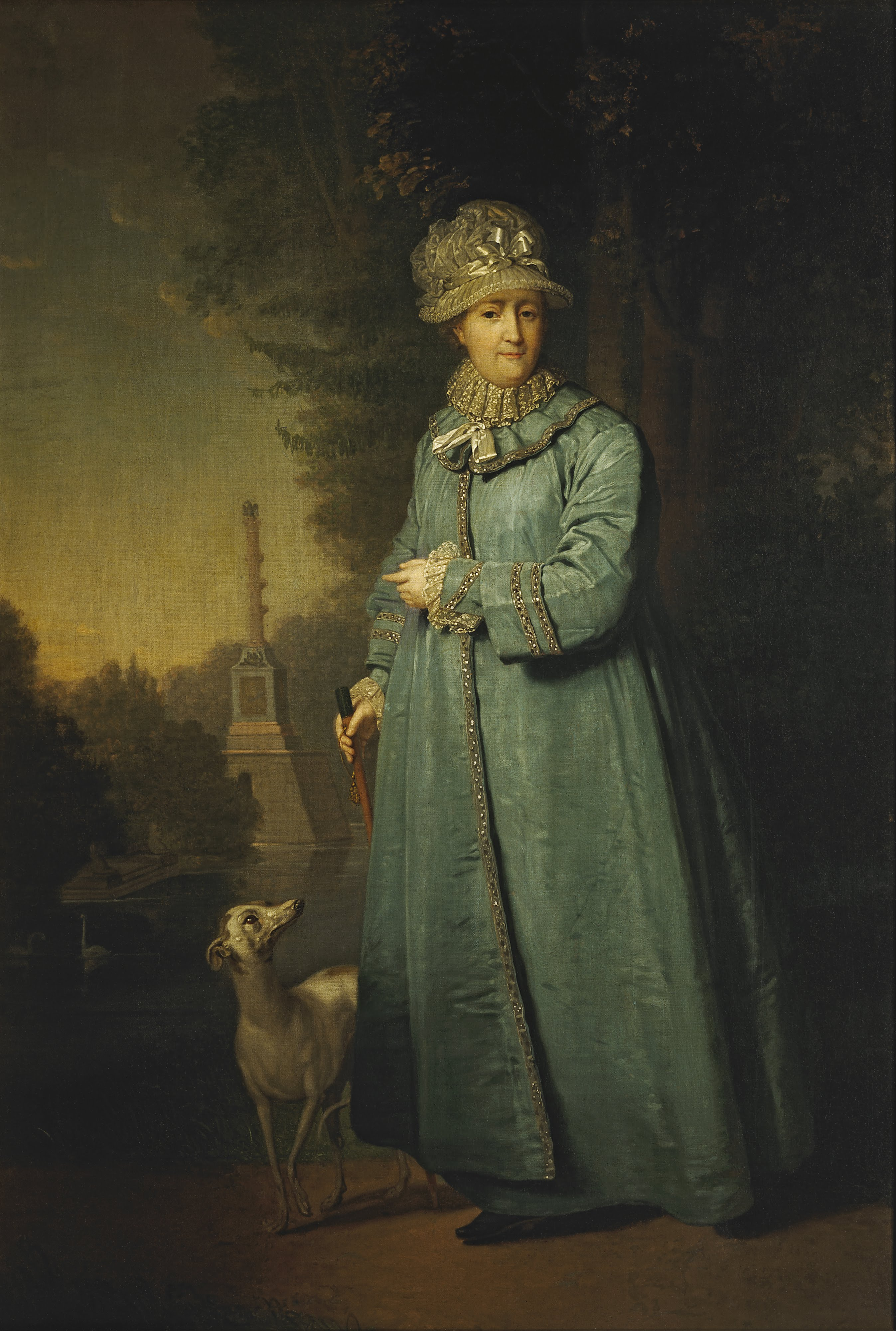
В. Л. Боровиковский. «Екатерина II на прогулке в Царскосельском парке» (на фоне Чесменской колонны). 1794, Государственная Третьяковская галерея

Чесменская колонна стала одним из целой группы мемориальных сооружений, появившихся в Екатерининском парке в 1770—1780-х годах. В большинстве своём они связаны с событиями русско-турецкой войны 1768—1774 годов, многие из них атрибутируются, вполне однозначно либо предположительно, как работы Антонио Ринальди. Это упомянутая Морейская колонна в память об успешных действиях русских войск на полуострове Морея (Пелопоннес) в 1770 году; Крымская колонна, первоначально являвшаяся памятником покорению Крыма в 1771 году и композиционно завершённая после окончательного присоединения полуострова в 1783 году; Кагульский обелиск в честь победы фельдмаршала П. А. Румянцева в сражении при Кагуле в 1770 году.
В эту же группу входят Башня-руина архитектора Ю. М. Фельтена в память о победах русской армии над турками, выстроенная после начала войны, Красный (Турецкий) каскад, устроенный на Верхних прудах в 1770-е годы (архитектор В. И. Неелов, инженер И. К. Герард) и тоже выступающий в качестве своеобразной отсылки к войне с Турцией, и Турецкий киоск И. В. Неелова, который был построен в конце 1770-х годов после дипломатических успехов князя Н. В. Репнина в Османской империи и до наших дней не сохранился.
Известна фраза Екатерины II об этих монументах из письма Вольтеру (август 1771 года): «Когда война сия (турецкая) продолжится, то Царскосельский мой сад будет походить на игрушечку — после каждого славного воинского деяния воздвигается в нём приличный памятник». Советский искусствовед А. Н. Петров даже рассматривал упомянутые сооружения в рамках единого «Турецкого комплекса» объектов Царского Села. Группу воинских мемориалов Екатерининского парка дополняют ещё два мемориальных сооружения 1770—1780-х годов — Орловские, или Гатчинские, ворота в честь светлейшего князя Г. Г. Орлова, справившегося с Чумным бунтом в Москве (подтверждено авторство А. Ринальди), и памятник А. Д. Ланскому (первоначально — «Пьедестал мраморный в честь добродетели и заслуг», позднее ставший памятником екатерининскому фавориту А. Д. Ланскому; авторство А. Ринальди предполагается).
Чесменская колонна изначально возводилась, по-видимому, из расчёта на её обозрение с близкого расстояния. Её северо-восточный фасад, являющийся по композиции главным, обращён к острову, у берега которого колонна поставлена. В момент постройки памятника к острову подходил один из трёх форсов (скатов) Катальной горы, пристроенный к этому увеселительному сооружению в 1765 году. В 1792—1795 годах Катальная гора была разобрана (сейчас на её месте, на северо-западном берегу пруда, находится Гранитная терраса).

### Война и реставрация

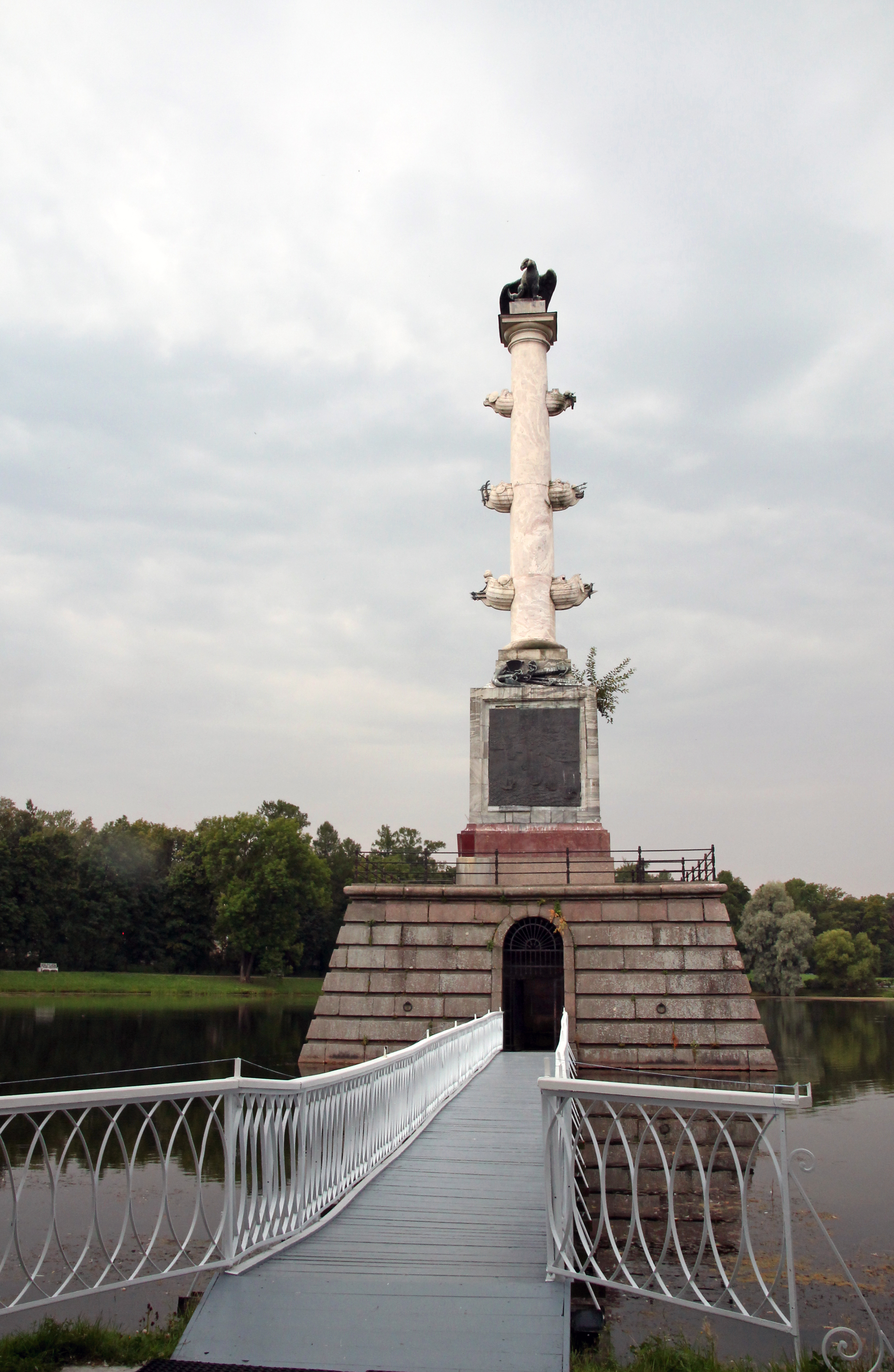
Чесменская колонна: главный фасад, вид со стороны острова

В период оккупации города Пушкина в годы Великой Отечественной войны Чесменская колонна получила значительные повреждения. Ствол колонны пострадал от снарядов. Три бронзовых барельефа с пьедестала памятника были похищены. Один из них, сильно повреждённый, был найден в районе станции Антропшино, в нескольких километрах от Царского Села, у медеплавильного цеха, организованного для нужд немецких войск. Крупные фрагменты барельефов впоследствии были найдены на дне Большого пруда. Были похищены бронзовые буквы с мемориальной доски на четвёртой стороне пьедестала. По некоторым данным, оккупанты пытались свалить колонну при помощи троса, прикреплённого к танку.

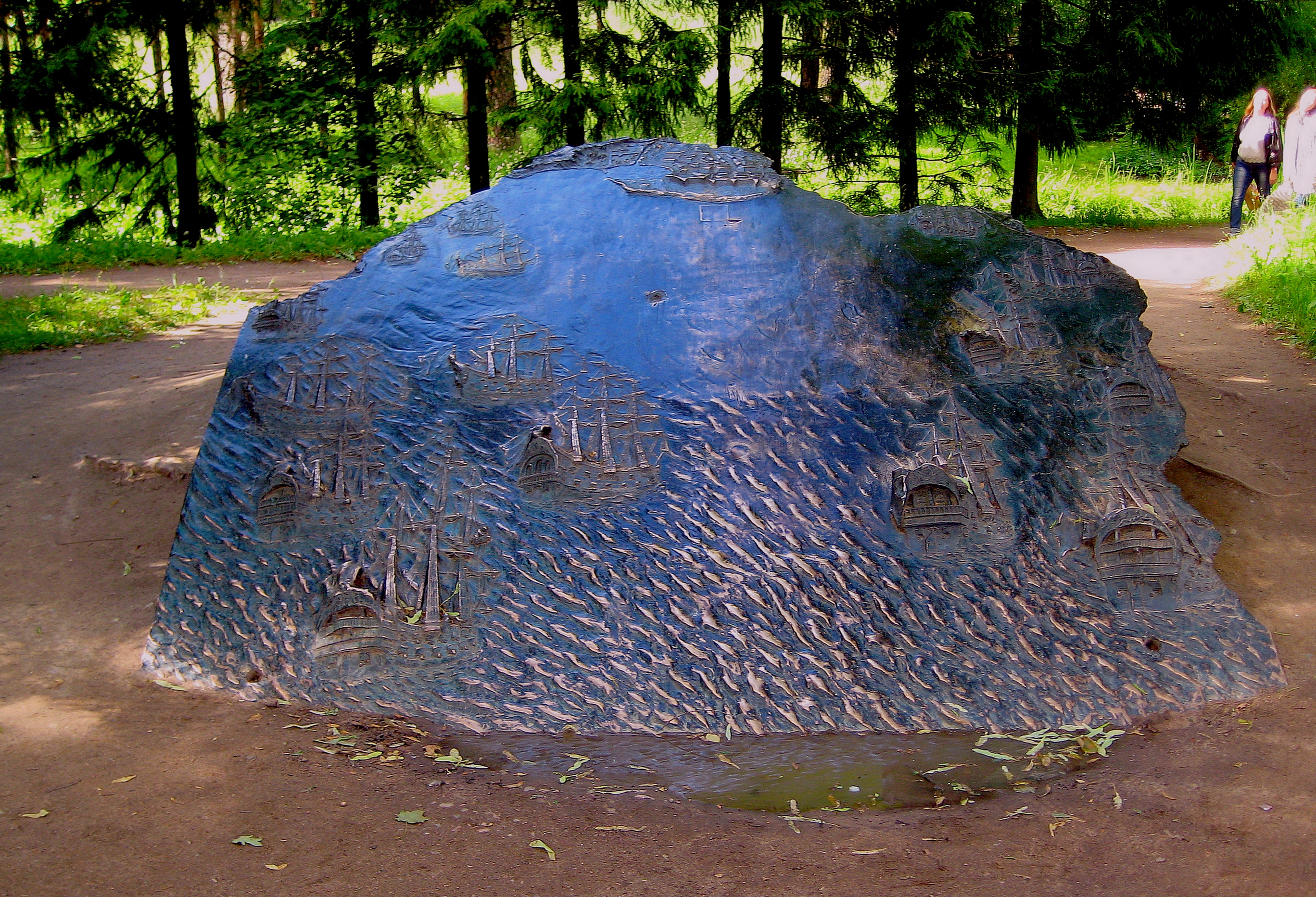
Фрагмент барельефа колонны (изображает взятие Митилены 2—4 ноября 1771 года), найденный на дне пруда и ныне размещённый на его берегу

Первая реставрация монумента была осуществлена в 1953—1954 годах Специальными научно-реставрационными производственными мастерскими. Е. Л. Турова и Л. В. Емина подготовили историческую справку, ставшую научной основой для восстановления мемориала. Архитектор А. А. Кедринский и техник А. Е. Поляков разработали проекты воссоздания скульптурного декора колонны. Сложной задачей стало восполнение утрат камня. Специалист по реставрации мрамора В. Е. Бочаров организовал экспедицию на Карельский перешеек на месторождение серого мрамора, а на острове посреди Большого пруда бригадой камнерезов Н. Н. Решетова была устроена мастерская по заготовке и предварительной обработке необходимого для восстановительных работ камня. Однако способ восполнения утрат путём вставок был признан нецелесообразным, так как приводил к дополнительному разрушению материала, и повреждения колонны устранялись методом мастиковки, под наблюдением научного сотрудника И. Г. Блэк.
В 1994—1996 годах по проекту А. А. Кедринского скульптор В. Г. Козенюк воссоздал утраченные барельефы. В июне 1996 года, в рамках празднования 300-летия Военно-морского флота России, они были установлены на прежние места на пьедестале колонны. В 2001 году Правительство Российской Федерации внесло монумент в перечень объектов исторического и культурного наследия федерального значения. В 2017—2019 годах усилиями реставрационной мастерской «Наследие» колонна была обследована и затем вновь отреставрирована. Также была отреставрирована сохранившаяся часть исторического барельефа, установленного на северном берегу Большого пруда.

## Описание

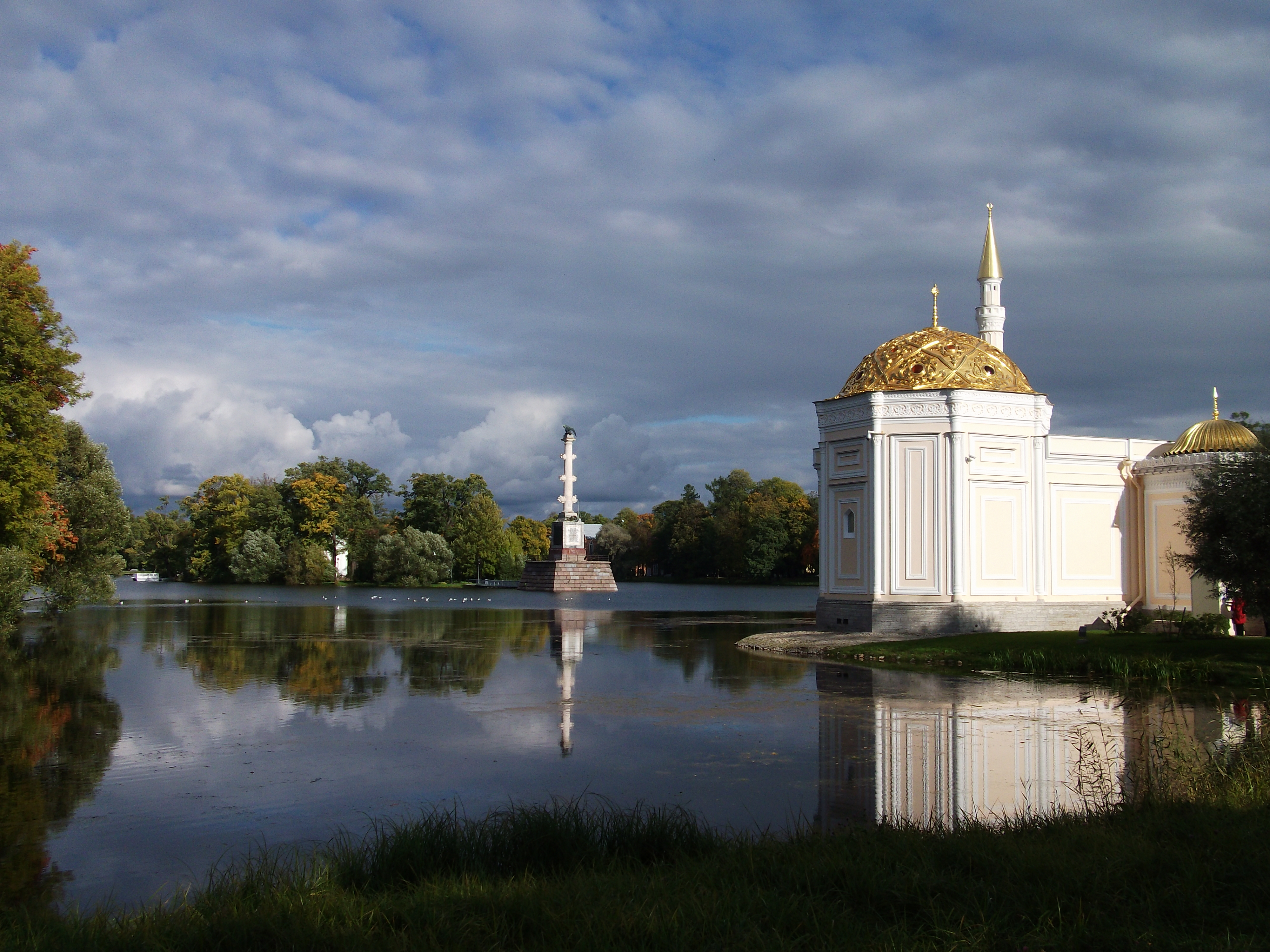
Чесменская колонна и Турецкая баня

Большой пруд является композиционным центром пейзажной части Екатерининского парка. Чесменская колонна, находясь у острова посреди водоёма, выступает как одна из доминант окружающего пейзажа. В колористическом отношении цвета мраморов и гранитов сооружения, в сочетании с тёмными пятнами бронзовых элементов, согласуются с мягкими оттенками водной глади. Фоном для памятника становятся группы деревьев на острове и по берегам пруда. От колонны просматриваются другие объекты паркового комплекса, находящиеся у Большого пруда — Зал на острову (расположенный на центральном острове, в непосредственной близости от Чесменской колонны), Адмиралтейство, Грот, Турецкая баня. Памятник виден с Камероновой галереи. С плотины между Большим и Нижним каскадным прудами видны как Чесменская, так и вторая мемориальная колонна Екатерининского парка — Морейская. Попасть к острову и колонне можно только на пароме с пристаней у Адмиралтейства (восточный берег пруда) и фонтана «Девушка с кувшином» (западный берег).
Общая высота сооружения — более 25 м. В художественном плане монумент решён в соответствии с канонами классицизма. Основанием для него является поднимающийся из воды стилобат в форме четырёхгранной усечённой пирамиды, отделанной рустованным серо-розовым полированным гранитом (по некоторым данным, сердобольским). Вверху стилобат имеет профилированный карниз. В стилобате закреплены продетые в обух кованые рымы — чёрные металлические причальные кольца (по два с каждой из четырёх сторон). Со стороны острова в основании сооружения имеется проём с полуциркульным завершением, закрытый решёткой. За ним — гранитная двухмаршевая лестница с вмонтированными в стены ступенями, которая ведёт на верхнюю площадку, где и установлена сама колонна.
База пьедестала колонны — двухступенчатый плинт, выполненный из серого (или красноватого) гранита в нижней части и красного мрамора в верхней части. Верхняя часть имеет в завершении профиль типа «обратная выкружка». Использование материалов с подобной цветовой гаммой должно подчёркивать границу между стилобатом и собственно пьедесталом, сделанным из серого с прожилками (синего полосатого) мрамора. Пьедестал в плане представляет собой квадрат. Он завершается скосом, над которым возвышается колонна. Скос, база самой колонны и её капитель вытесаны из того же мрамора, что и пьедестал, только с зеленоватым оттенком. Колонна высотой 14 м (6,5 саженей), римско-дорического либо тосканского ордера, вместе с шестью рострами, по три с двух сторон, была высечена из розового с белыми и жёлтыми прожилками олонецкого мрамора. Она составлена из трёх блоков разной величины.

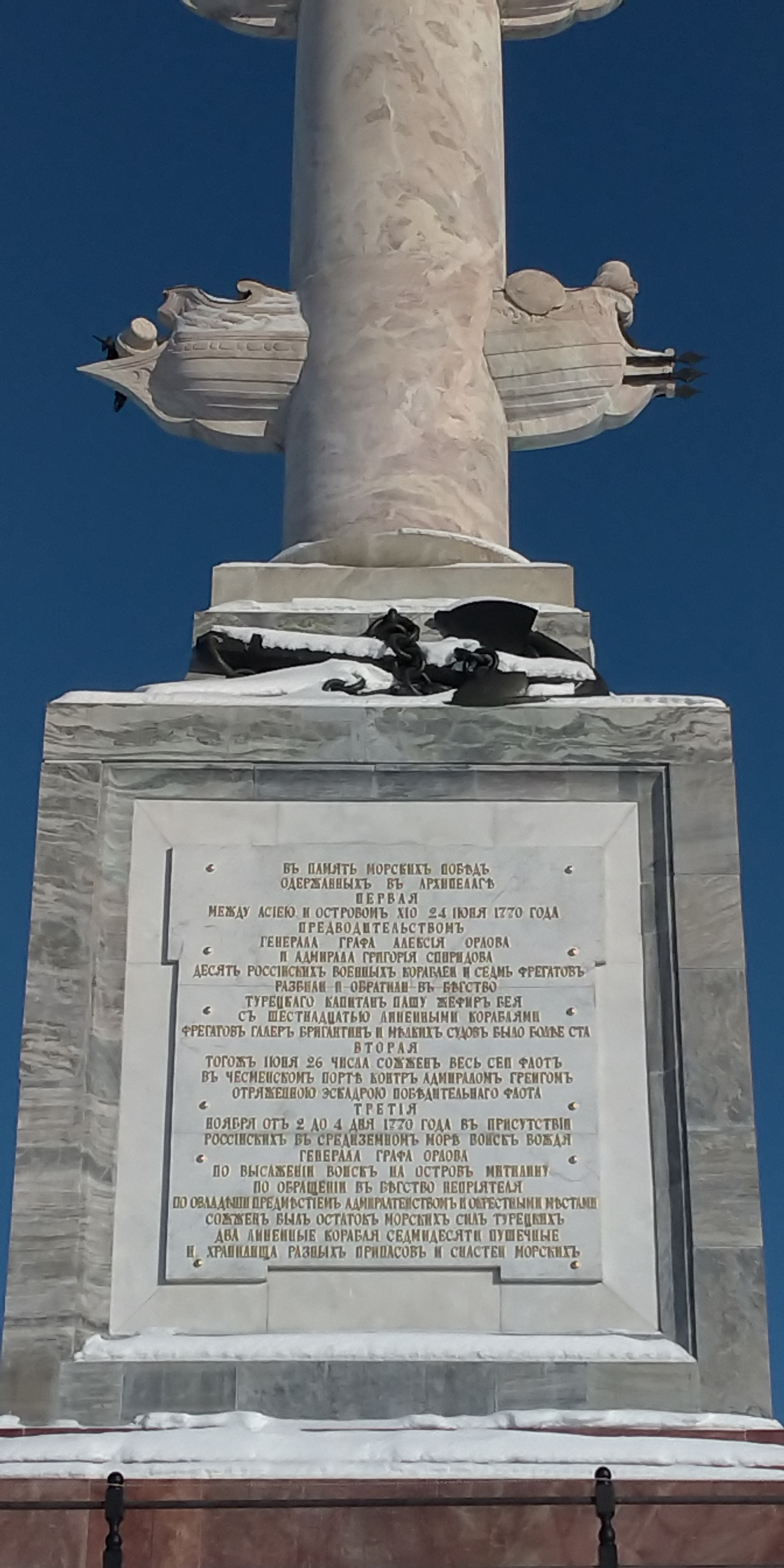
Мемориальная доска после реставрации

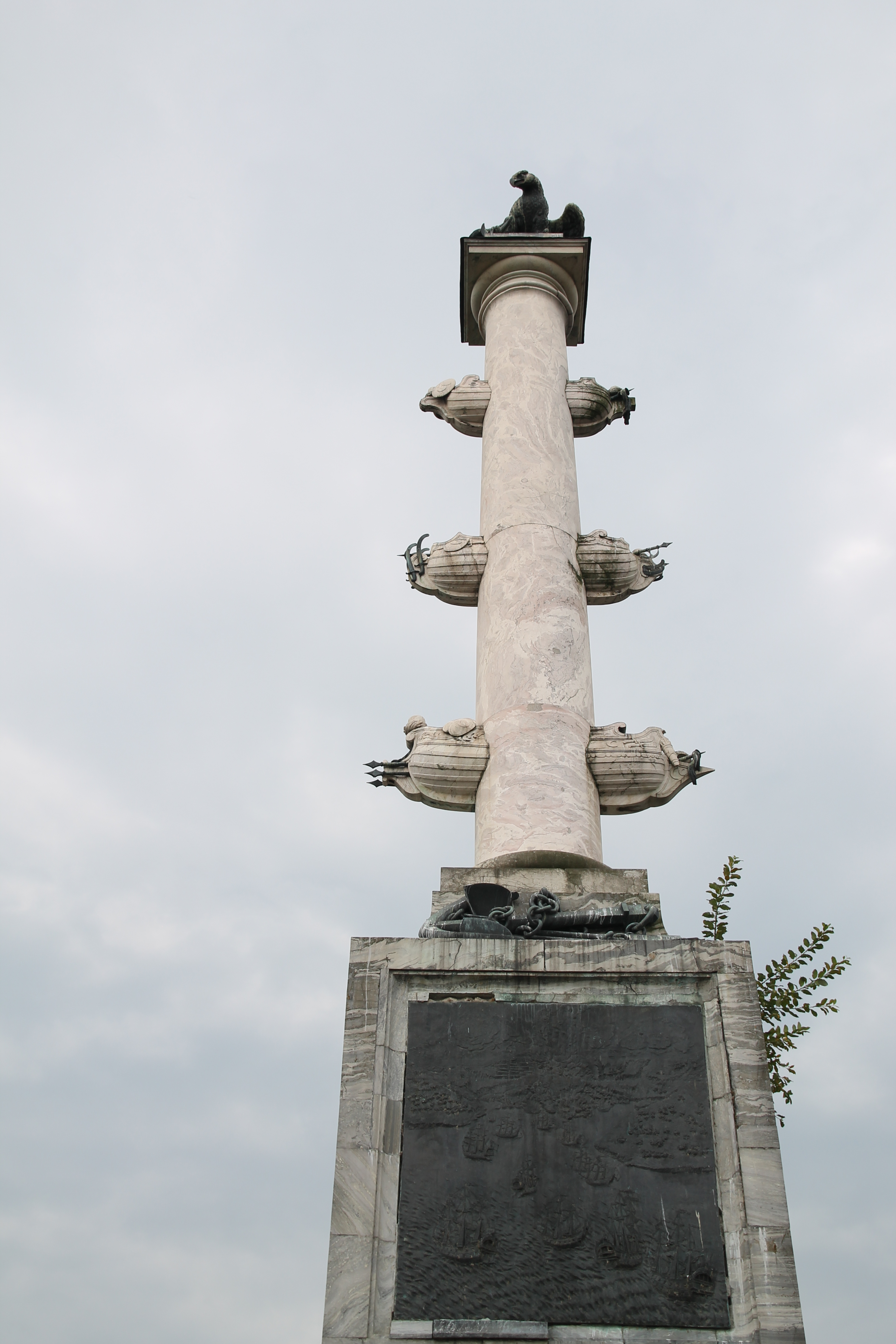
Чесменская колонна: северо-восточная сторона

По четырём сторонам пьедестала оформлены филёнки, по форме тоже квадратные (со стороной «в полтора аршина»). С юго-западной стороны внутрь филёнки вмонтирована мраморная доска с памятной надписью накладными жёлтыми металлическими буквами (латунными или медными). Надпись гласит:
«Въ память морскихъ побѣдъ

одержанныхъ въ Архипелагѣ

ПЕРВАЯ

между Асiею и островомъ Хiо 24 Iюня 1770 года

предводительствомъ

Генерала Графа Алексiя Орлова

и Адмирала Григорiя Спиридова

десять Россiйскихъ военныхъ кораблей и седмь фрегатовъ

разбили и обратили въ бѣгство

Турецкаго Капитанъ Пашу Жефиръ Бея

съ шестнадцатью линейными кораблями

Фрегатовъ галеръ бригантинъ и мѣлкихъ судовъ было болѣе ста

ВТОРАЯ

тогожъ Iюня 26 числа сожженъ весь сей флотъ

въ Чесменскомъ портѣ Контръ Адмираломъ Грейгомъ

отряженною эскадрою побѣдительнаго флота

ТРЕТIЯ

Ноября отъ 2 до 4 1770 года въ присутствiи

Россiйскихъ въ Средиземномъ морѣ войскъ вождя

Генерала Графа Орлова

по высаженiи войскъ на островъ Митилину

по обращенiи въ бѣгство непрiятеля

по овладѣши предмѣстiемъ Адмиралтействомъ и окрестными мѣстами

сожженъ былъ остатокъ морскихъ силъ Турецкихъ

два линейные корабля седмидесяти пушечные

хранилища разныхъ припасовъ и снастей морскихъ»
Таким образом, памятник посвящён сразу трём победам русского флота — в Хиосском сражении 24 июня (5 июля) 1770 года, собственно в Чесменском сражении ночью 25—26 июня (6—7 июля) 1770 года, а также в ходе атаки на гавань города Митилини 2—4 (13—15) ноября 1771 года. Остальные три стороны пьедестала занимают бронзовые (по другим данным — чугунные) литые барельефы, которые первоначально выполнил И. Г. Шварц, а затем воссоздал В. Г. Козенюк, с изображениями указанных событий: с юго-восточной стороны — Хиосское сражение, с северо-восточной — Чесменское, с северо-западной — взятие Митилены.
На капители колонны — скульптура орла из тёмной бронзы, отлитая И. Г. Шварцем. Голова птицы с хищно открытым клювом повёрнута на восток, в правой лапе он держит полумесяц — символ османской Турции. На пьедестале у подножия колонны размещены литые бронзовые (либо чугунные) композиции из перекрещивающихся вёсел и якорей, обвитых цепями. А. С. Пушкин в своём стихотворении 1814 года «Воспоминания в Царском Селе» так писал об этих скульптурных украшениях:
«…окружён волнами,

Над твёрдой, мшистою скалой

Вознёсся памятник. Ширяяся крылами,

Над ним сидит орёл младой.

И цепи тяжкие и стрелы громовые

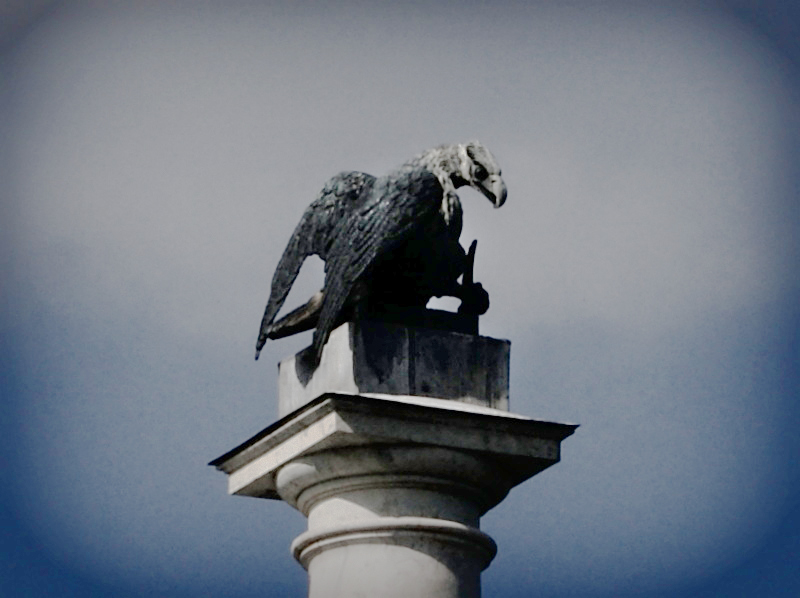
Фигура орла на вершине колонны

Вкруг грозного столпа трикратно обвились;

Кругом подножия, шумя, валы седые,

В блестящей пене улеглись.»
Мраморные ростры, из того же олонецкого мрамора, что и ствол колонны, имеют орнаментальные пояса, профилированные элементы и изображения военной атрибутики, исполненные в низком рельефе. Все ростры отличаются друг от друга, причём не только своими носовыми композициями, но и мраморным декором, помещённым по их сторонам. Подобные незначительные различия в рамках единой декоративной схемы характерны для стиля Антонио Ринальди. В мраморном декоре выделяются изображения полумесяцев и чалмы, аллегорически репрезентирующие покорённый Восток. Военная арматура в носовой части ростров, сделанная по контрасту из тёмной бронзы, включает штандарты, копья, колчаны, бунчуки, сабли.
В смысле соотношения элементов композиции памятника (круглый обелиск на четырёхгранном постаменте с двухступенчатым основанием) Чесменская колонна аналогична двум другим мемориальным колоннам Царского Села — Морейской и Крымской, авторство которых с разной степенью уверенности приписывается А. Ринальди. По выбору декоративных элементов — ростров — Чесменская колонна имеет параллели с Морейской, по месту расположения (на берегу водоёма) — с той же Морейской колонной, а также гатчинским Чесменским обелиском авторства Ринальди.